# Wurmmühle
Wurmmühle ist ein Gemeindeteil des Marktes Pleinfeld im Landkreis Weißenburg-Gunzenhausen (Mittelfranken, Bayern). Wurmmühle liegt in der Gemarkung Pleinfeld. Zur Wurmmühle gehört die Hueber-Kapelle.

## Lage
Die ehemalige Einöde Wurmmühle ist räumlich mit Pleinfeld verbaut und liegt im äußersten Südosten des Ortes nahe der Ellinger Straße. Der Ort und das ehemalige Mühlengelände liegen an der Schwäbischen Rezat. Der Ort grenzt im Westen an ein Fauna-Flora-Habitat.

## Geschichte
Die Mühle zinste nach Eichstätt. Im Jahre 1846 waren in Wurmmühle ein Haus, eine Familie und neun Seelen verzeichnet. 1871 lebten die zwölf Einwohner Wurmmühles in sechs Gebäuden. Sie besaßen insgesamt sechs Pferde und zehn Stück Rindvieh. Bereits vor der Gemeindegebietsreform in Bayern in den 1970er Jahren war Wurmmühle ein Gemeindeteil von Pleinfeld.

## Baudenkmäler
Das Gebäude Wurmmühle 1, ein 1844 erneuertes Scheunengebäude, wurde vom Bayerischen Landesamt für Denkmalpflege unter der Nummer D-5-77-161-11 als Baudenkmal in die Bayerische Denkmalliste eingetragen. Das Mühlengebäude wurde für den Bau einer Tankstelle abgerissen, letzter Besitzer war die Familie Hueber.